# Le Challenge (film, 2023)
Ne doit pas être confondu avec Le Challenge ou No Hard Feelings - Le monde est à nous.
Pour plus de détails, voir Fiche technique et Distribution.
Le Challenge ou Sans rancune au Québec (No Hard Feelings) est un film américain réalisé par Gene Stupnitsky et sorti en 2023.

## Synopsis
Maddie a des gros problèmes d'argent. Sa voiture vient d'être saisie et elle va bientôt être expulsée de sa maison située à Montauk dans l'État de New York. C'est alors qu'elle découvre une offre d'emploi très particulière sur le site Craigslist. Des parents, apparemment très riches, souhaitent qu'une femme « déniaise » leur fils Percy, jeune homme très timide âgé de 19 ans, avant son départ pour l'université. En échange d'une nouvelle voiture, Maddie accepte l'offre. Elle va finalement découvrir un garçon très différent et bien plus surprenant que ce qu'elle imaginait,.

## Fiche technique
Sauf indication contraire, les informations mentionnées dans cette section peuvent être confirmées par la base de données cinématographiques IMDb,  présente dans la section « Liens externes ».
- Titre original : No Hard Feelings
- Titre français : Le Challenge
- Titre québécois : Sans rancune
- Réalisation : Gene Stupnitsky
- Scénario : John Phillips et Gene Stupnitsky
- Musique : Mychael Danna et Jessica Rose Weiss
- Direction artistique : Chris Potter
- Décors : Russell Barnes
- Costumes : Kirston Mann
- Photographie : Eigil Bryld
- Montage :
- Production : Jennifer Lawrence, Naomi Odenkirk, Marc Provissiero et Alex Saks

Producteurs délégués : Kerry Orent et John Phillips
- Sociétés de production : Columbia Pictures et Excellent Cadaver, Odenkirk Provissiero Entertainment
- Sociétés de distribution : Sony Pictures Releasing France (France), Sony Pictures Releasing (États-Unis)
- Budget :
- Pays de production :  États-Unis
- Langue originale : anglais
- Format : couleur
- Genre : comédie, récit initiatique
- Durée : 104 minutes
- Dates de sortie[3] : 
  - France : 21 juin 2023
  - États-Unis : 23 juin 2023

## Distribution
Sauf indication contraire, les informations mentionnées dans cette section peuvent être confirmées par la base de données cinématographiques IMDb,  présente dans la section « Liens externes ».
- Jennifer Lawrence (VF : Kelly Marot ; VQ : Marie-Laurence Boulet) : Maddie Barker
- Andrew Barth Feldman (en) (VF : Tom Trouffier ; VQ : Xiao Yi Hernan) : Percy Becker
- Matthew Broderick (VF : William Coryn ; VQ : Antoine Durand) : Laird Becker
- Laura Benanti (VF : Marie Zidi ; VQ : Catherine Hamann) : Allison Becker
- Natalie Morales (VF : Olivia Luccioni ; VQ : Sarah-Jeanne Labrosse) : Sara
- Scott MacArthur (VF : Jérémie Bédrune ; VQ : Thiéry Dubé) : Jim
- Ebon Moss-Bachrach (VF : Anatole de Bodinat ; VQ : David Strasbourg) : Gary
- Hasan Minhaj (VF : Clément Moreau) : Doug Kahn
- Kyle Mooney (en) (VF : Adrien Larmande ; VQ : Kevin Houle) : Jody
- Achie Miller

 Source et légende : version française (VF) sur RS Doublage ; version québécoise (VQ) sur Doublage.qc.ca

## Production
En octobre 2021, il est annoncé que Sony Pictures Entertainment a acquis les droits d'une comédie R-rated portée par l'actrice-productrice Jennifer Lawrence et Gene Stupnitsky, alors qu'Apple Studios, Netflix et Universal Pictures souhaitaient ce projet,. Jennifer Lawrence, Alex Saks, Marc Provissiero, Naomi Odenkirk et Justine Polsky officient comme producteurs alors que le réalisateur Gene Stupnitsky coécrit le scénario avec John Phillips. En juillet 2022, il est annoncé que Sony prévoit une sortie en salles pour juin 2023.
En septembre 2022, Andrew Barth Feldman (en) est annoncé dans un rôle principal, alors que Laura Benanti et Matthew Broderick sont confirmés pour incarner ses parents,. Ebon Moss-Bachrach rejoint également la distribution. En octobre 2022, Natalie Morales et Scott MacArthur sont également annoncés.
Le tournage débute en septembre 2022 dans le comté de Nassau dans l'État de New York. Il se déroule notamment à Hempstead, Point Lookout, Lawrence et Uniondale. En octobre, les prises de vues ont lieu dans les locaux de la North Shore Animal League America (en) à Port Washington.

## Accueil

### Box-office
| Pays ou région    | Box-office      | Date d'arrêt du box-office | Nombre de semaines |
| ----------------- | --------------- | -------------------------- | ------------------ |
| États-Unis Canada | 50 452 282 $    | 17 août 2023               | 8                  |
| France            | 117 890 entrées | 18 juillet 2023            | 4                  |
| Total mondial     | 87 256 407 $    | -                          | -                  |

## Distinction

### Nomination
- Golden Globes 2024 : Meilleure actrice dans un film musical ou comédie pour Jennifer Lawrence